# Kraljevina Združene Nizozemske
Kraljevina Združene Nizozemske je nastala po sklepu dunajskega kongresa (1815) z združitvijo ozemelj nekdanjih Republike Nizozemske in Španske Nizozemske.
Zaradi kulturne, politične in gospodarske različnosti sta se deželi po t. i. belgijski revoluciji leta 1831 spet razšli; nastali sta Kraljevina Nizozemska in Kraljevina Belgija.

## Različnost dežel
Dunajski kongres je po Napoleonu, ki je dodobra razburkal Evropo, vzpostavil stari sistem monarhij, ki naj bi zagotavljal čim bolj stabilno politično ravnotežje. Nekdanji Republiko Nizozemsko in Špansko Nizozemsko je združil v eno kraljevino. S tem je sledil 250 let stari ideji kneza Viljema I. Oranskega o enotni Nizozemski in na čelo postavil njegovega potomca, kralja Viljema I. (sina zadnjega dednega stadhouderja Republike Nizozemske, Viljema V.). Novi kralj je bil po duši razsvetljeni despot. V gospodarskih vprašanjih je bil naprednejši od večine svojih državljanov in je dobro vedel, kaj država potrebuje za uspešen gospodarski razvoj. Zaviral pa je politično modernizacijo države, razvoj parlamentarizma in liberalne ideje.
Dve Nizozemski, ki sta bila do sredine 16. stoletja skupaj pod oblastjo Habsburžanov, sta se v vmesnih stoletjih razvijali povsem različno in občutek skupne pripadnosti je bil med prebivalstvom zelo šibek. Sever je bil pretežno protestantski, govoril je nizozemščino, najpomembnejša gospodarska dejavnost je bila trgovina. Jug je bil katoliški, velik del prebivalstva je govoril francosko, elita v celoti, pa tudi flamska nizozemščina se je razlikovala od uradne; v gospodarstvu je prevladovala industrija; jug ni bil voljan sodelovati pri vračanju holandskih dolgov iz časa Republike Nizozemske. Vedelo se je, da bo rodbina Oranskih dajala prednost severu.
Po združitvi je postala nizozemščina uradni jezik. Ustava je dala severu in jugu enako število poslancev v skupščini, čeprav je bilo prebivalstva na jugu skoraj dvakrat toliko kot na severu. Kralj je razglasil ustavo, kljub temu da so jo predstavniki juga, pripadniki plemstva, zavrnili. Pristojnosti skupščine so bile omejene, ministri so bili odgovorni kralju in ne skupščini.

## Obetaven začetek
Kljub temu si je Viljem I. v prvih letih pridobil naklonjenost juga z ukrepi, ki so pospešili gospodarstvo. Podpiral je industrializacijo na jugu, spodbudil gradnjo novih cest in kanalov in ustanavljal nove trgovske in finančne družbe. Povečal je podporo za obetajoče novosti v industriji, pogosto tudi s svojim privatnim imetjem. S tem si je pridobil priljubljenost predvsem med srednjim slojem prebivalstva. Mehanizirana tekstilna industrija v Gentu in Verviersu se je obetavno razvijala, moderni rudniki in kovačije v Liegu in Hainaultu so uspevali. Reorganizirana trgovina z Nizozemsko vzhodno Indijo je hitro večala vlogo Antwerpna v mednarodni trgovini.
Kralj je na jugu ustanovil dve novi državni univerzi, v Gentu in Liegu, staro univerzo v Leuvnu pa je postavil pod nadzor države, da bi jo odtegnil katoliškemu vplivu. Ustanovljene so bile necerkvene nadaljevalne šole, nad šolami, ki jih je vodila cerkev, pa je bil vpeljan državni nadzor. S tem seveda cerkev ni bila zadovoljna. Poskus vtikanja v učni načrt izobraževanja duhovnikov je nezadovoljstvo katoliške cerkve leta 1825 prignal na vrhunec. Duhovščina in tradicionalne katoliške elite so dvignile vik in krik za svobodo vere, izobraževanja in združevanja. To pa je prišlo prav tudi delu gospodarstva, ki je bil tedaj tudi že vse bolj kritičen do kraljeve gospodarske politike.

## Nasprotja prevladajo
Po letu 1821 so postali različni gospodarski interesi severa in juga vse bolj očitni. Trgovski sever, ki je imel malo industrije, je zahteval bolj svobodno trgovanje. Industrijski jug je, nasprotno, zahteval večjo carinsko zaščito, da bi lahko tekmoval z vse nižjimi britanskimi izvoznimi cenami. Kraljeva nepripravljenost, da bi zvečal carinsko zaščito, je povečala zamero industrijalcev. K temu se je pridružilo nezadovoljstvo liberalcev nad avtoritarnimi postopki Viljemove vlade, predvsem nad cenzuro tiska na jugu. Napredni in klerikalci so združili sile. Oboji so hoteli omejiti osebno oblast kralja v korist pravega parlamentarnega sistema, temelječega na širših civilnih in političnih pravicah. V tem novem ozračju so se na jugu leta 1827 povezali mladi katoliki in liberalci v močno protivladno koalicijo. Kralj je bil pripravljen popustiti pri verskih vprašanjih in uradnemu jeziku, ni pa se hotel odreči svoji najvišji oblasti. Njegova odklonitev je v avgustu in septembru 1830 (v vzdušju pariške julijske revolucije malo prej) povzročila t. i. belgijsko revolucijo.
Revolucionarji so najprej zahtevali ločeno upravo za sever in jug Nizozemske. Akcije radikalnih domoljubov v Liegu pa so kmalu zaostrile položaj. Nepopustljivost kralja je sedaj vodila v popolno prekinitev pogajanj. 25 septembra je bila ustanovljena začasna belgijska vlada in 4. oktobra je bila proglašena belgijska neodvisnost, ki jo je 10. novembra potrdil nacionalni kongres. Viljem I. se je pripravljal na vojno, ko so 20. decembra intervenirale velike sile in obema stranema vsilile premirje. 20. januarja 1831 je mednarodna konferenca v Londonu (pod vplivom liberalnih vlad Francije in Velike Britanije) priznala Belgijo kot neodvisno nevtralno državo, katere nevtralnost so zagotavljale velike evropske sile.

## Neodvisna Belgija v času do priznanja s strani Nizozemske
Nacionalni kongres je odločil, da bo Belgija monarhija, toda težko je bilo najti kralja, ki bi ga sprejele vse vpletene strani. Končno je bil tako za Francijo kot Veliko Britanijo sprejemljiv saški knez Leopold (iz veje Saška- Coburg in Gotha), ki je bil sorodnik britanske kraljeve družine in zaročen s hčerko francoskega kralja. 21. julija je zasedel prestol kot Leopold I. Belgijski in obljubil, da bo podprl liberalno ustavo, ki je dala večji del oblasti parlamentu, ki so ga volili lastniki imetja.
Nekaj dni kasneje je Nizozemska vojska vdrla v Belgijo. Belgijci, ki niso imeli redne vojske, se niso mogli braniti, toda londonska konferenca je soglašala, naj posreduje francoska vojska, ki je prisilila Nizozemce, da so se umaknili. 
Konferenca v Londonu je potem odločila, da se provinci Limburg in Luksemburg razdelita in priključita deloma Belgiji, deloma Nizozemski. Viljem I. je odklonil takšno rešitev. Belgijci so tako še naprej zasedali Nizozemski dodeljena dela Luksemburga in Limburga, dokler se Viljem leta 1838 končno ni uklonil.
Leta 1839 je nizozemska vlada uradno priznala Belgijo v mejah iz leta 1838.
Z mirom v Londonu leta 1839 sta bili dve tretjini nekdanjega ozemlja Velike vojvodine Luksemburg priključeni Belgiji, preostala (vzhodna) tretjina ozemlja (s polovico prebivalstva) pa je postala nova Velika vojvodina Luksemburg, ki je bila v personalni uniji s kraljevino Nizozemsko.. Zahodni del Limburga je bil priključen Belgiji, vzhodni del z Maastrichtom je pripadel Nizozemski.